# Wally Olins
Wallace "Wally" Olins (Londres, 19 de diciembre de 1930 - 14 de abril de 2014) fue un profesional británico de la identidad corporativa y el branding (creación de marcas) que fue presidente de Saffron Brand Consultantsel. Olins asesoró a muchas empresas y organizaciones sobre identidad corporativa, marca y comunicación. Entre las empresas asesoradas por Olins se incluye 3i, Akzo Nobel, Repsol,  Q8, El Patronato de Turismo de Portugal, BT, Renault, Volkswagen, Tata Motors o Lloyd's of London. Trabajó como asesor tanto para  McKinsey y  Bain. Fue pionero en el concepto de la nación como marca y trabajó para una serie de ciudades y países, entre los que se encuentran Londres, Mauricio, Irlanda del Norte, Polonia, Portugal  y Lituania.

## Biografía
Olins estudió en el Highgate School de Londres. Después de estudiar historia en la Universidad de Oxford entró en el mundo de la publicidad, en Londres. Su primer gran trabajo fue como jefe de la sucursal en Bombay de un estudio británico que después sería absorbido por Ogilvy y Mather, en Bombay.
Tras vivir cinco años en Bombay, regresó a Londres y en 1965 cofundó Wolff Olins, junto al arquitecto y diseñador gráfico Michael Wolff. En 1999 vendió Wolff Olins a Omnicom Group. En 2001, fundó Saffron Brand Consultants con Jacob Benbunan, un excolega de Wolff Olins.
Fue profesor visitante en muchas escuelas de negocios de todo el mundo, donde pronunció múltiples conferencias sobre branding y comunicación. Olins murió a la edad de 83 años el 14 de abril de 2014.

## Premios y reconocimientos
Wally Olins fue nombrado CBE, comendador de la Orden del Imperio Británico, en 1999. Ese mismo año fue nominado al premio para diseñadores Príncipe Felipe y en el año 2000 recibió la Medalla del Bicentenario de la Royal Society of Arts. En 2003 obtuvo el Premio Presidente de D&AD y, en el 2006, el primer Premio Lifetime Achievement del Reputation Institute. Olins fue miembro honorario del St. Peter's College y, en el 2013, fue distinguido como profesor honorario en la Universidad Peruana de Ciencias Aplicadas de Lima, Perú.

## Libros
Wally Olins fue un exitoso autor de libros. Se han vendido más de 250 000 copias de sus libros en 18 idiomas. Su último libro fue publicado en abril de 2014.
- "Brand New – The Shape of Brands to Come" (2014)
- "Wally Olins -The Brand Handbook" (2008)
- "Wally Olins – On Brand" (2003)
- "Trading Identities" (1999)
- "The New Guide to Identity" (1995)
- "Corporate Identity" (1989)
- "The Corporate Personality: an inquiry into the nature of corporate identity" (1978)